# 関山慧玄
関山慧玄（かんざんえげん）は、鎌倉時代末期から南北朝時代の臨済宗の僧。関山は号。慧玄は諱。花園上皇に招かれ、妙心寺の開山となる。出自は信濃国高井郡の国人領主高梨氏の一族で、高梨高家の子か孫とされる。朝廷から本有円成、仏心覚照、大定聖応、光徳勝妙、自性天真、放無量光の各国師号が与えられるとともに、1909年（明治42年）4月明治天皇から無相大師号を追諡された。　

## 略歴
はじめは叔父の月谷宗忠につき、徳治2年（1307年）には、その師である南浦紹明の鎌倉建長寺に入る。慧眼の法名を授かり、南浦寂後も鎌倉にあって物外可什、巨山志源などに参禅。その後帰郷。
建長寺開山・蘭渓道隆五十年忌出席のため再び建長寺に参じ、ここで宗峰妙超（大燈国師）を紹介され、京都大徳寺に遷って宗峰に師事。やがて嘉暦4年（1329年）、この年は8月に改元して元徳1年となるが、関山は雲門の関字の公案で開悟し、宗峰妙超がこれを証明して関山の号が授けられ、慧眼の諱を慧玄と改める。そして翌年の元徳2年（1330年）に印可された。
その後、後醍醐天皇に法を説くなどしたが、のち美濃の伊深に草庵を結んで隠棲した。
建武4年（1337年）、花園上皇は、旧室町院領仁和寺花園にあった離宮を禅苑に改めて、その寺名の命名と開山となる禅僧の推薦を宗峰に依頼。宗峰が関山を推挙し、康永元年（1342年）に関山は妙心寺開山となった。
禅風は厳格で、その生活は質素をきわめ、枯淡な禅風で修禅に専念したという。『沙石集』には｢本朝ならびなき禅哲なり｣と称賛されている。形式に拘らず厳しく弟子を指導し、法嗣は授翁宗弼（じゅおう そうひつ）ただ一人であり、また妙心寺の伽藍整備や経営に拘泥することはなかった。
延文5年12月12日（1361年1月19日）、関山は旅の支度をして授翁に行脚に出るといい、「風水泉」と称する井戸の辺で授翁に遺戒し、立ったまま息をひきとった。遺体は本山の東北の隅に葬られ、その場所が後の開山堂微笑庵となっている。遺戒は授翁が門下の雲山宗峨に成文させ、今日｢無相大師遺誡｣と称し読誦されている。
関山には他の高僧のような語録や著書はなく、生前に描かれた肖像もなく、遺筆も弟子の授翁宗弼に書き与えた印可状以外にほとんど残されていない。さらに遺命して肖像を残させなかったため、今日の関山像は後世に作成された物である。
南浦紹明（大応国師）から宗峰妙超（大灯国師）を経て関山慧玄へ続く法系を「応灯関」といい、現在、日本臨済宗はみなこの法系に属する。関山の禅は、後に系統に白隠慧鶴が出て大いに繁栄し、他の臨済宗諸派が絶法したのに対し、その法灯を今日に伝えている。
2006年（平成18年）、臨済宗妙心寺派の寺の蔵より肖像画が発見された。年代鑑定を行っていない模様で生前に描かれたものか否かは不明である。妙心寺が全国で行っている年忌法要の席で見ることができる。

## 逸話
- ある時、来参した僧を関山は斥けた。僧が「無常迅速、生死の大事を質問しに参ったのです」と訴えたところ、「慧玄のもとに生死はない」と言い、棒打ちにして追い返した[2]。
- 後代、明より渡来した隠元隆琦が妙心寺を訪ねた際、関山が使っていた公案「柏樹子の話に賊機あり[3]」の一句を聞いて身震いしたという[2]。

## 辞典に見る関山慧玄
以下は当時花園大学教授である加藤正俊氏の一文である。昭和63年（1988年）、三省堂から百科語を重視した新しい国語辞典『大辞林』が出版されて世間の耳目を集めた。早速一本を購い求めあちこちを検索し、珍しく同書に「花園大学」と「関山慧玄」の二項目が採りあげられていることを発見し、花園大学も関山慧玄もようやく公民権を得ることができたかという思いを、その時強くしたものである。